# Dirocoremia bruchi
Dirocoremia bruchi là một loài bọ cánh cứng trong họ Cerambycidae.